# Dendrobium roseoflavidum
Dendrobium roseoflavidum är en orkidéart som beskrevs av Rudolf Schlechter. Dendrobium roseoflavidum ingår i släktet Dendrobium, och familjen orkidéer. Inga underarter finns listade i Catalogue of Life.